# The Underdog EP
The Underdog EP — мініальбом гурту Yellowcard, випущений в 2002 році. Знаменний тим, що це була одна з перших спроб нового складу гурту змінити стиль їхньої музики. Фанати сприйняли «дорослішання» гурту вельми позитивно, незважаючи на досить невеликий тираж мініальбому.

## Список пісень
1. «Underdog» — 3:10
2. «Avondale» — 3:50
3. «Finish Line» — 3:46
4. «Powder» — 3:51
5. «Rocket» — 4:49

## Склад гурту на момент запису
- Раян Кі — фронтмен, ритм-гітара
- Бен Гарпер — соло-гітара, вокал
- Воррен Кук — бас-гітара, вокал
- Шон Маккін — скрипка, бек-вокал
- Лонгін Парсонс III — барабан